# Лозинский, Иосиф Иванович
Ио́сиф Ива́нович Лози́нский (20 декабря 1807, село Верко возле Перемышля (Австрийская империя, ныне село Ничко Жешувского воеводства, Польша) — 11 августа 1889, Яворов, Австро-Венгрия, ныне Львовская область, Украина) — украинский писатель, этнограф, языковед и публицист. Автор одной из первых грамматик украинского (русинского) языка.

## Биография
В 1830 году окончил богословский факультет Львовского университета. Служил униатским священником в галицийких сёлах Лески, Радохинцы, Медицы и (с 1849 года) в городе Яворове.
Предлагал ввести в галицко-русской письменности латинский алфавит, так называемое «абецадло», напечатал во львовской газете «Rozmaitosci» (1834, № 29) статью «O wprowadzeniu abecadla polskiego do pismiennictwa ruskiego» («О введении польского алфавита в русскую письменность»), а затем издал на латинском шрифте сборник песен и свадебных обрядов «Ruskoje Wesile» (Перемышль, 1835) — описание свадебных обычаев. Этим Иосиф Лозинский начал так называемую «азбучную войну» в Галиции. Испытав критику, он пересмотрел свою позицию: после 1848 года решительно выступил за введение в украинском языке кириллической азбуки, отказавшись от теории развития украинской литературы в составе польской.
Лозинский одним из первых в Галиции поставил вопросы об использовании народного языка в писательстве, автор грамматики украинского языка «Gramatyka języka ruskiego» (Пшемысль, 1846, на польском языке) и рукописного «Букваря» (1838). В 1848 — заместитель председателя Перемышльского русского совета, участник Первого Собора русских учёных (1848) во Львове. В 1860-х годах полностью порвал с украинофильским движением и отстаивал этимологическое правописание.
Автор повестей «Парашка» (1852), «Вечерницы» (1866), «Корчма» (1877), работы «Житє И. Снегурского» (1851), ряда статей в «Зоре Галицкой» 1860 г. о народных играх и др.
Сотрудничал с газетой «Галичо-русский вестник».

## Переведённые на украинский язык работы
- Лозинський, Йосип Іванович. Українське весілля / Й.І. Лозинський; АН України. Ін-т народознавства; Упоряд. і вступ. ст. Р. Ф. Кирчіва. — Київ : Наукова думка, 1992. — 174 с ; 21 см — ISBN 5-12-002642-7